# Liste der Biografien/Bors
Liste der Biografien |
Portal Biografien |
Personensuche
# |
A |
B |
C |
D |
E |
F |
G |
H |
I |
J |
K |
L |
M |
N |
O |
P |
Q |
R |
S |
T |
U |
V |
W |
X |
Y |
Z |
?
 
Ba |
Be |
Bd |
Bg |
Bh |
Bi |
Bj |
Bl |
Bm |
Bn |
Bo |
Br |
Bs |
Bu |
Bw |
By |
Bz
 
Boa–Boc |
Bod |
Boe |
Bof |
Bog |
Boh |
Boi–Bok |
Bol |
Bom |
Bon |
Boo |
Bop |
Boq |
Bor |
Bos |
Bot |
Bou |
Bov–Boz
 
Bora |
Borb |
Borc |
Bord |
Bore |
Borg |
Borh |
Bori |
Borj |
Bork |
Borl |
Borm |
Born |
Boro |
Borq |
Borr |
Bors |
Bort |
Boru |
Borv |
Borw |
Bory |
Borz
Die Liste der Biografien führt alle Personen auf, die in der deutschsprachigen Wikipedia einen Artikel haben. Dieses ist eine Teilliste mit 179 Einträgen von Personen, deren Namen mit den Buchstaben „Bors“ beginnt.

## Bors
- Bors, Andreas (* 1989), österreichischer Politiker (FPÖ)
- Börs, Hans-Werner (1928–1996), deutscher Kommunalpolitiker (CDU)
- Bors, Huba (* 1994), rumänischer Eishockeyspieler
- Bors, Johanna (* 1949), österreichische Politikerin (Grüne), Landtagsabgeordnete in Oberösterreich
- Bors, Kurt (1922–2019), österreichischer Archäologe

### Borsa
- Borsakowski, Juri Michailowitsch (* 1981), russischer Mittelstreckenläufer
- Borșan, Antonel (* 1970), rumänischer Kanute
- Borsani, Fabrizio (* 1998), Schweizer Schauspieler
- Borsani, Osvaldo (1911–1985), italienischer Architekt, Designer und Unternehmer
- Borsano, Simone († 1381), Kardinal der katholischen Kirche
- Borsányi, Csilla (* 1987), ungarische Tennisspielerin
- Borsari, Amédée (1905–1999), französischer Komponist
- Borsari, Nino (1911–1996), italienischer Radrennfahrer und Olympiasieger
- Borsari, Peter C. (1938–2006), US-amerikanisch-schweizerischer Fotograf
- Borsato, Giuseppe († 1849), italienischer Landschaftsmaler
- Borsato, Luciano (* 1966), italo-kanadischer Eishockeyspieler
- Borsato, Marco (* 1966), niederländischer Sänger
- Borsato, Renato (1927–2013), italienischer Maler

### Borsc
- Börsch, Alois (1855–1923), deutscher Medailleur
- Börsch, Anton (1854–1920), deutscher Geodät
- Borsch, Frank (* 1966), deutscher Science-Fiction-Schriftsteller, Übersetzer und Journalist
- Borsch, Jürgen (* 1956), deutscher Diplomat
- Borsch, Karl (* 1959), deutscher römisch-katholischer Geistlicher und Weihbischof im Bistum Aachen
- Borsch, Mark (* 1977), deutscher Fußballschiedsrichter
- Borsch, Rebekka (* 1976), deutsch-norwegische Journalistin, Autorin und Politikerin (Venstre)
- Börsch, Rudolf (1893–1915), deutscher Zeichner und Schriftsteller
- Borsch, Stefan (* 1947), schwedischer Sänger
- Borsch, Steffen (* 1973), deutscher Leichtathlet
- Borsch, Thomas (* 1969), deutscher Botaniker
- Börsch-Supan, Axel (* 1954), deutscher Ökonom, Direktor am Max-Planck-Institut für Sozialrecht und SozialpolitikAxel Börsch-Supan (* 1954)

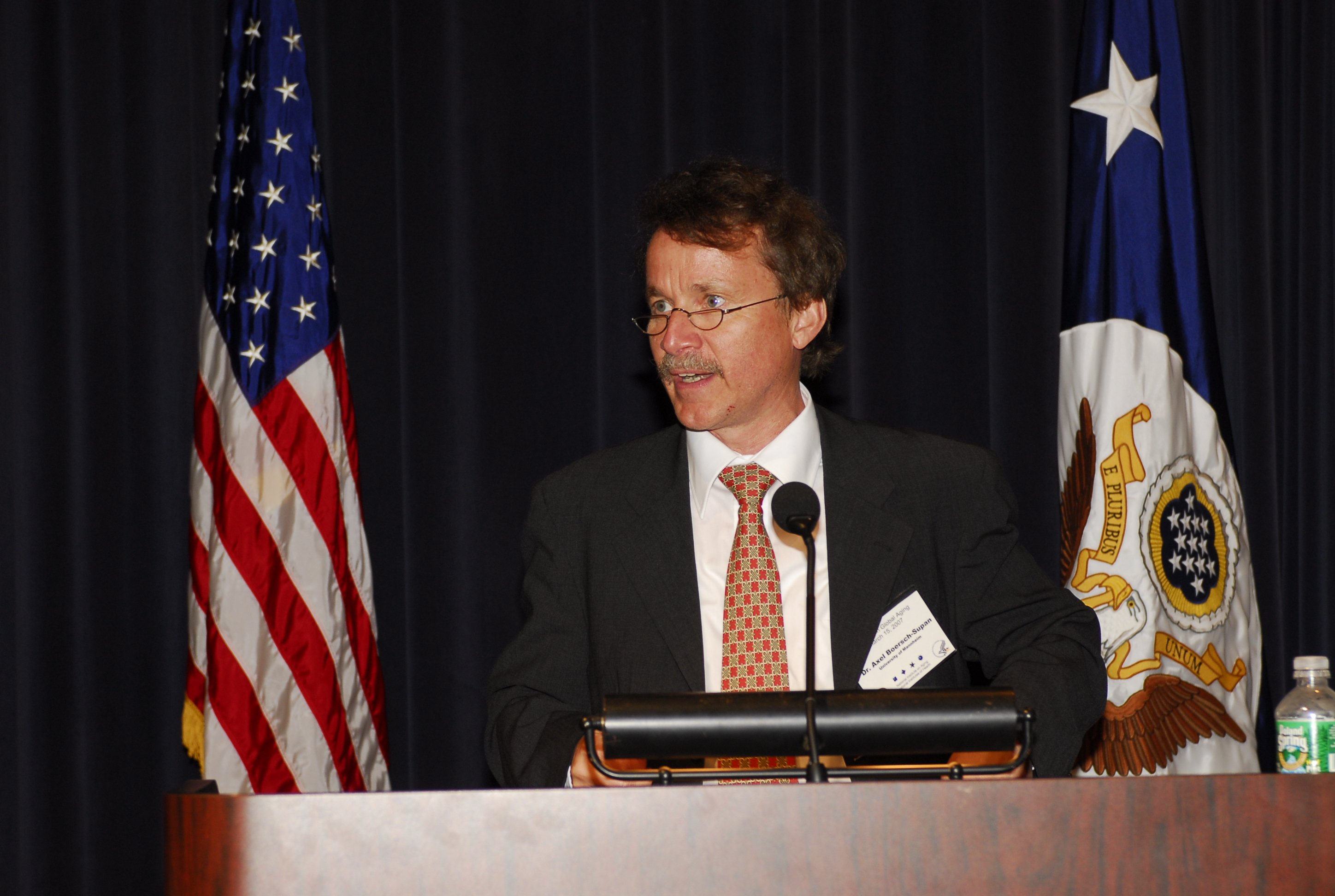
Axel Börsch-Supan (* 1954)

- Börsch-Supan, Eva (1932–2022), deutsche Kunst- und Architekturhistorikerin
- Börsch-Supan, Helmut (* 1933), deutscher Kunsthistoriker
- Borschberg, André (* 1952), Schweizer Pilot und Ingenieur
- Borsche, Albert (1809–1879), deutscher Jurist und preußischer Verwaltungsbeamter und Politiker
- Borsche, André (* 1955), deutscher Arzt
- Borsche, Arnulf (1928–2011), deutscher Politiker (CDU), MdL
- Borsche, Dieter (1909–1982), deutscher SchauspielerDieter Borsche (1909–1982)

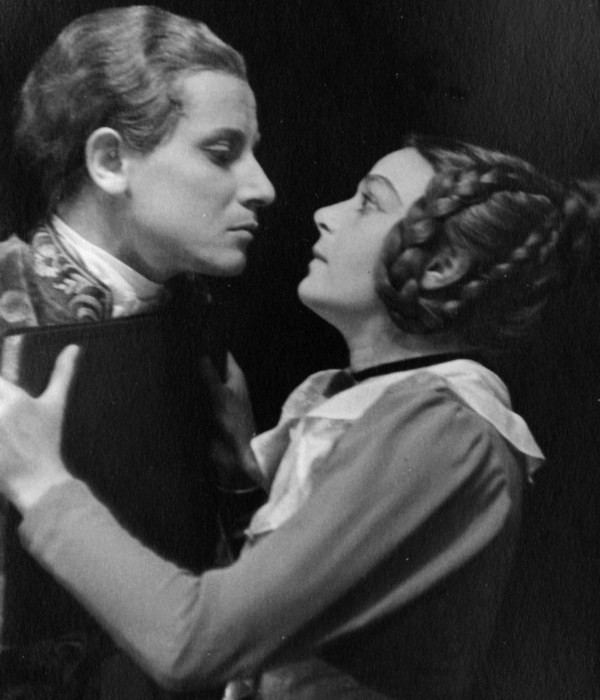
Dieter Borsche (1909–1982)

- Borsche, Eugen (1806–1846), preußischer Jurist
- Borsche, Georg W. (1922–1999), deutscher Maler und Musiker
- Borsche, Helga (* 1939), deutsche Filmeditorin
- Borsche, Kai (* 1937), deutscher Kameramann und Regisseur
- Borsche, Mirko (* 1971), deutscher Typograf und Grafikdesigner
- Borsche, Samuel Gottfried (1767–1821), deutscher Beamter
- Borsche, Tilman (* 1947), deutscher Philosoph
- Borsche, Ursula (* 1945), deutsche Unternehmerin und Make-up-Artist
- Borsche, Walther (1877–1950), deutscher Chemiker
- Borsche, Willi (1878–1958), deutscher Kammermusiker und Kapellmeister
- Borscheid, Peter (* 1943), deutscher Historiker
- Börschel, Erich (1907–1988), deutscher Komponist und Orchesterleiter
- Borschel, Lothar (* 1943), deutscher Radrennfahrer
- Börschel, Martin (* 1972), deutscher Politiker (SPD), MdLMartin Börschel (* 1972)

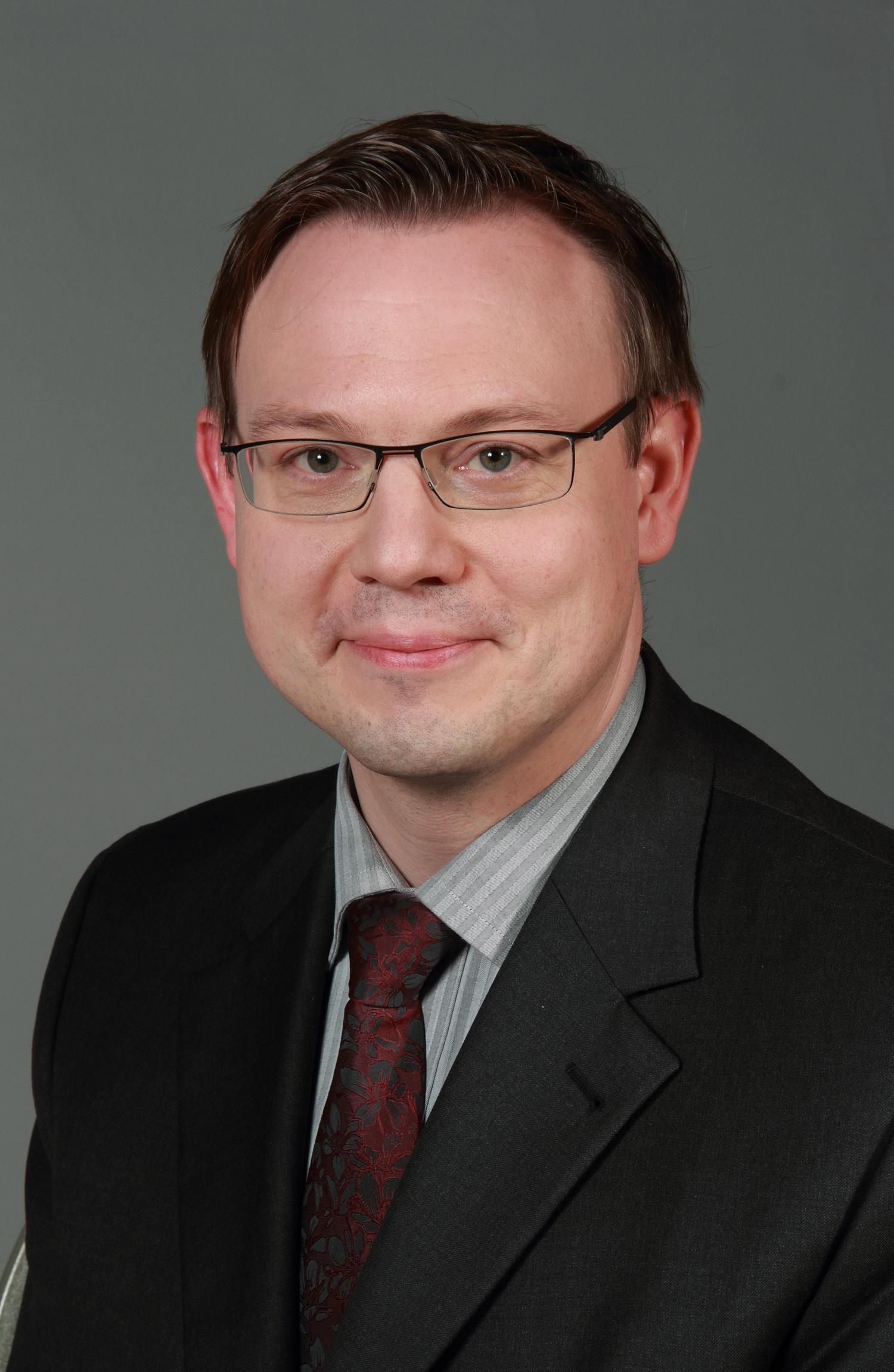
Martin Börschel (* 1972)

- Borschette, Albert (1920–1976), luxemburgischer Diplomat und Schriftsteller
- Borschitzky, Fanny (1853–1937), österreichische Lehrerin und Publizistin
- Borschke, Karl (1886–1941), österreichischer Maler und Illustrator
- Borschke, Ralf (* 1958), deutscher Politiker (AfD), MdL
- Börschmann Ziegler, Lovena (* 2007), deutsche Schauspielerin
- Börschmann, Anna (1871–1939), deutsche Reformpädagogin
- Börschmann, Friedrich (* 1870), deutscher Mediziner und Politiker (SPD), MdR
- Borscht, Mirko (* 1971), deutscher Regisseur und Drehbuchautor
- Borscht, Wilhelm Ritter von (1857–1943), deutscher Politiker und Bürgermeister von München
- Borschtschenko, Alexander Nikolajewitsch (* 1982), russischer Hürdenläufer
- Borschtschenko, Wiktorija (* 1986), ukrainische Handballspielerin
- Borschtschewski, Nikolai Konstantinowitsch (* 1965), russischer Eishockeyspieler und -trainer
- Borschtschewski, Oleg Iwanowitsch (* 1969), russischer Popsänger

### Borsd
- Borsdorf, Axel (* 1948), deutscher Geograph
- Borsdorf, Friedrich Adolf (1854–1923), deutscher Hornist
- Borsdorf, Malte (* 1981), deutsch-österreichischer Schriftsteller
- Borsdorf, Ulrich (* 1944), deutscher Historiker
- Borsdorff, Anke (* 1962), deutsche Juristin und Professorin
- Borsdorff, Joachim (1919–1985), deutscher Kommunalpolitiker (SPD) und Bürgermeister
- Borsdorff, Peter (* 1943), deutscher Marathonläufer und Spendensammler

### Borse
- Borselaer, Pieter, niederländischer Maler
- Borselen, Jan Willem van (1825–1892), niederländischer Maler
- Borsellino, Paolo (1940–1992), italienischer Richter und Mafia-JägerPaolo Borsellino (1940–1992)

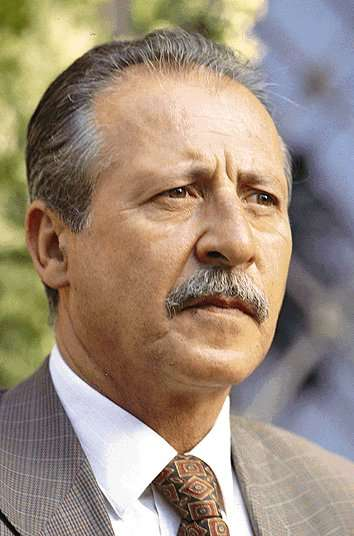
Paolo Borsellino (1940–1992)

- Borsellino, Rita (1945–2018), italienische Politikerin, MdEP
- Borsenkowa, Galina Nikolajewna (* 1964), russische Handballspielerin
- Børset, Kurt (* 1973), norwegischer Skispringer
- Borsetti, Pietro (1882–1955), italienischer Turner

### Borsh
- Børsheim, Martin (* 2005), norwegischer Fußballtorwart
- Børsheim, Torjus (* 1988), norwegischer Skilangläufer

### Borsi
- Borsi, Flora (* 1993), ungarische Fotokünstlerin
- Borsi, Maria Luigia (* 1973), italienische Opernsängerin (Sopran)
- Borsi, Veronica (* 1987), italienische Leichtathletin
- Borsieri, Francesco (1721–1804), italienischer Arzt
- Borsieri, Giovanni Battista (1725–1785), italienischer Mediziner und Hochschullehrer
- Borsieri, Pietro, italienischer Arzt in Rom, Leib- und Militärarzt der Besatzung von Cremona
- Borsig, Albert (1829–1878), deutscher Unternehmer
- Borsig, Arnold (1867–1897), deutscher Großindustrieller
- Borsig, August (1804–1854), deutscher Unternehmer und Gründer der Borsig-WerkeAugust Borsig (1804–1854)

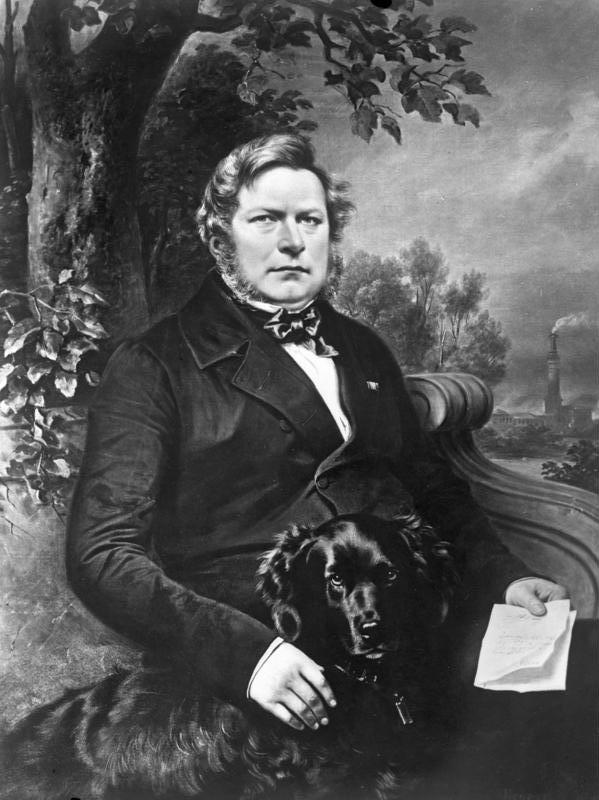
August Borsig (1804–1854)

- Börsig, Clemens (* 1948), deutscher Bankmanager
- Borsig, Conrad von (1873–1945), Großindustrieller
- Borsig, Ernst (1869–1933), deutscher Unternehmer
- Borsig, Ernst von junior (1906–1945), deutscher Widerstandskämpfer gegen den Nationalsozialismus
- Borsig, Tet Arnold von (1899–1972), deutscher Fotograf
- Borsinger, Barbara (1892–1972), Schweizer Krankenschwester und Flüchtlingshelferin in Genf
- Borsinger, Hilde Vérène (1897–1986), Schweizer Juristin, Redaktorin und Frauenrechtlerin
- Borsinger, Kaspar († 1859), Schweizer Politiker
- Borsinger-Müller, Mathilde (1851–1925), Schweizer Hotelière
- Borsini, Costantino (1906–1940), italienischer Militär, Offizier der italienischen Marine

### Borsk
- Borski, Johanna (1764–1846), niederländische Bankierin und Fondsmanagerin
- Borski, Marcin (* 1973), polnischer Fußballschiedsrichter
- Borski, Robert A. (* 1948), US-amerikanischer Politiker
- Borski, Roxanne (* 1992), deutsche Schauspielerin
- Borsky-Tausch, Karla (1950–2013), deutsche Lehrerin und Politikerin (SPD), MdA

### Borsm
- Börsmann, Martin (1851–1903), plattdeutscher Schriftsteller, Schildermaler, Graphiker

### Borsn
- Borsnitz, Johann von, Bischof von Lebus

### Borso
- Borsò, Vittoria (* 1947), italienische Literaturwissenschaftlerin und Professorin für Romanistik
- Borsodi, Ursula (1924–2001), ungarisch-deutsche Sängerin und Schauspielerin
- Borsody, Cosima von (* 1966), deutsche Schauspielerin
- Borsody, Eduard von (1898–1970), österreichischer Kameramann, Filmeditor, Filmregisseur und Drehbuchautor
- Borsody, Hans von (1929–2013), österreichisch-deutscher Schauspieler
- Borsody, Julius von (1892–1960), österreichischer Filmarchitekt und Szenenbildner
- Borsody, Suzanne von (* 1957), deutsche Schauspielerin und SynchronsprecherinSuzanne von Borsody (* 1957)

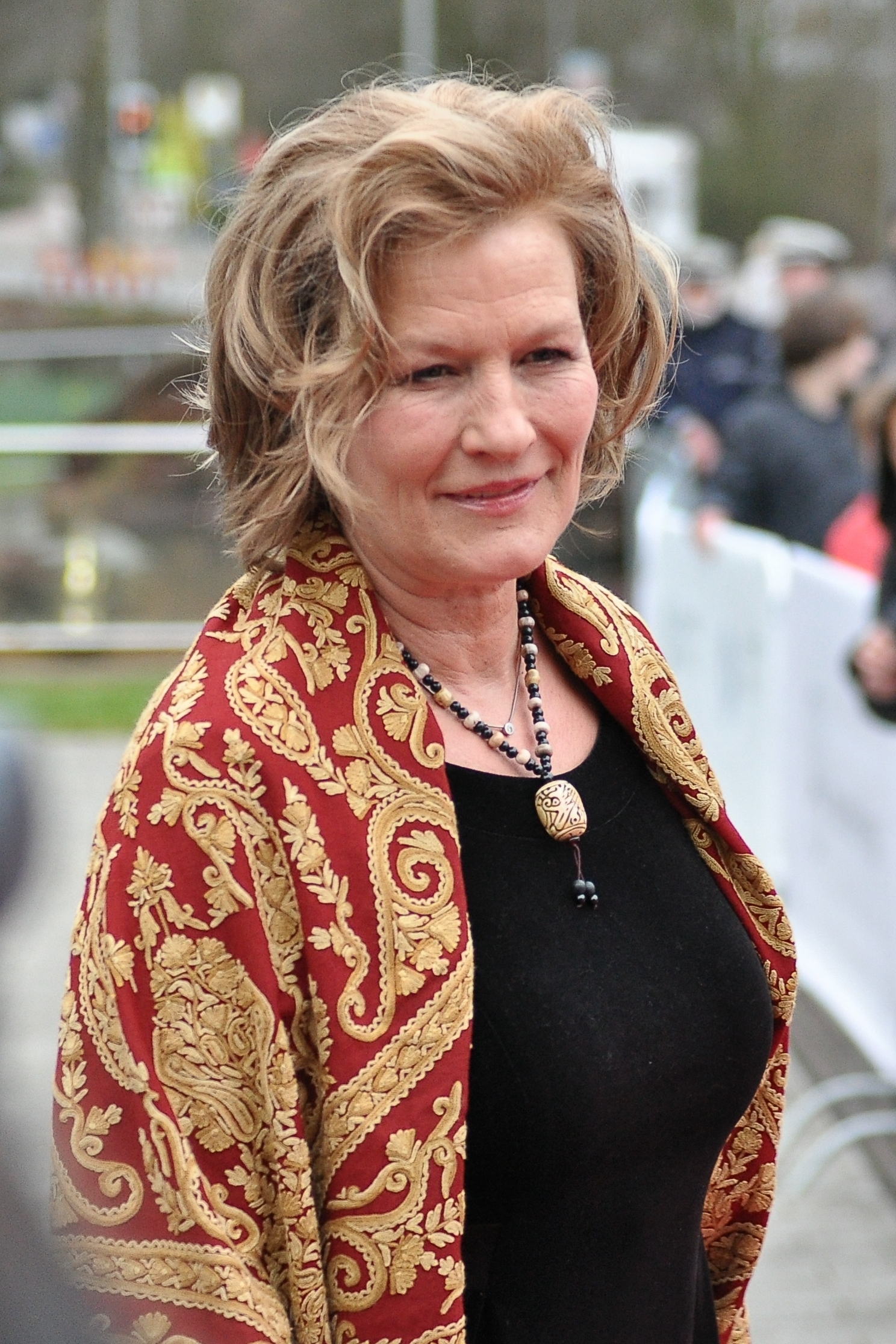
Suzanne von Borsody (* 1957)

- Borsook, Henry (1897–1984), US-amerikanischer Biochemiker
- Borsos, Attila (* 1973), rumänischer Eishockeyspieler
- Borsos, Cornel (* 1962), deutscher Tischtennisspieler
- Borsos, Filip (* 2000), ungarischer Fußballspieler
- Borsos, Gábor (* 1991), ungarischer Tennisspieler
- Borsos, Phillip (1953–1995), kanadischer Regisseur und Filmproduzent
- Borsos, Tamás (* 1990), ungarischer Handballspieler
- Borsotti, Camilla (* 1988), italienische Skirennläuferin
- Borsotti, Giovanni (* 1990), italienischer Skirennläufer
- Borsow, Alexander Nikolaus (1854–1895), deutsch-baltischer Landschaftsmaler
- Borsow, Walerij (* 1949), sowjetischer LeichtathletWalerij Borsow (* 1949)

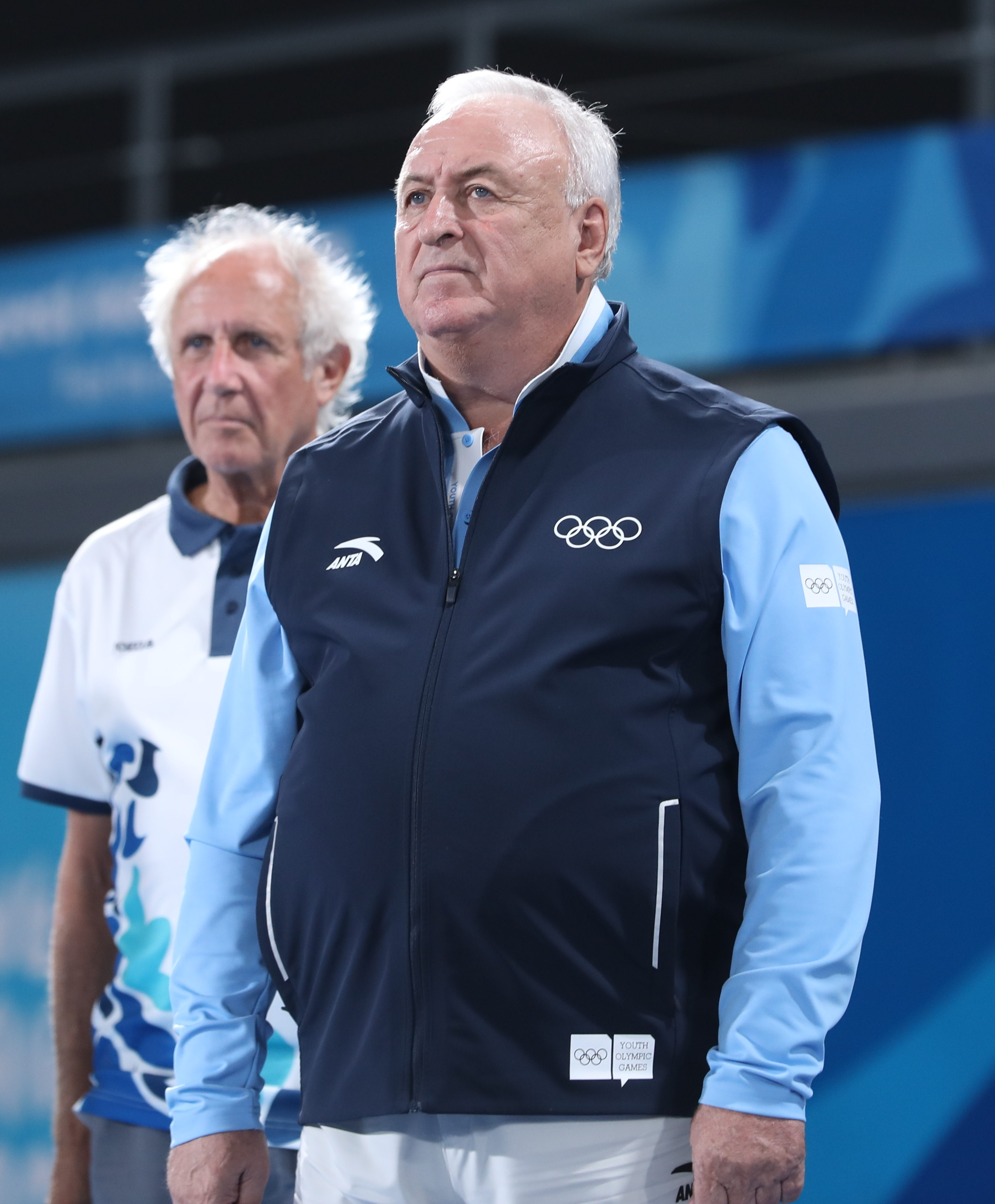
Walerij Borsow (* 1949)

### Borss
- Borsselen, Adrian von († 1468), Herr von Brigdamme, Zoutelande und Sint Laurens
- Borsselen, Wolfhart VI. von († 1487), niederländischer Adliger
- Borssén, Jarl (1937–2012), schwedischer Schauspieler und Komiker
- Borssén, Therese (* 1984), schwedische Skirennläuferin
- Borssom, Anthonie van, niederländischer Maler und Zeichner
- Borssum Waalkes, Jan van (1922–1985), niederländischer Botaniker

### Borst
- Borst Pauwels, Annie (1913–1999), niederländische Malerin
- Borst, Alexander (* 1957), deutscher Neurobiologe
- Borst, Alfons Maria (1893–1973), deutscher Bezirksschulrat, Heimatforscher, Archivpfleger und Autor
- Borst, Arno (1925–2007), deutscher HistorikerArno Borst (1925–2007)

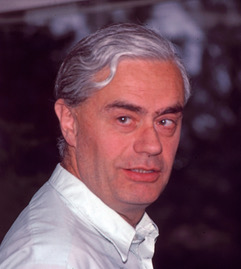
Arno Borst (1925–2007)

- Borst, Bernhard (1883–1963), deutscher Architekt, Bauunternehmer und Senator ehrenhalber
- Borst, Els (1932–2014), niederländische Medizinerin und Politikerin
- Borst, Ferdinand (* 1873), deutscher Lehrer und Schulschriftsteller
- Borst, Hans Georg (1927–2022), deutscher Chirurg und Hochschullehrer
- Borst, Hugo (1881–1967), deutscher Kaufmann, privater Kunstsammler und Kunstmäzen
- Borst, Ilka (* 1980), deutsche Basketballspielerin
- Borst, Johann Kaspar (* 1812), bayerischer Landtagsabgeordneter
- Borst, Johann Nepomuk (1780–1819), deutscher Jurist und Hochschullehrer
- Borst, Josef (1917–1985), deutscher Politiker (KPTsch, SED)
- Borst, Max (1869–1946), deutscher Pathologe
- Borst, Otto (1924–2001), deutscher Historiker
- Borst, Peter J. (1797–1848), US-amerikanischer Politiker
- Borst, Piet (* 1934), niederländischer Molekularbiologe und Biochemiker
- Borst, René de (* 1958), niederländischer Ingenieurwissenschaftler
- Borst, Ulrike (* 1955), deutsche Psychologin
- Borstein, Alex (* 1971), US-amerikanische Schauspielerin, Synchronsprecherin, Drehbuchautorin, Produzentin und ComedianAlex Borstein (* 1971)

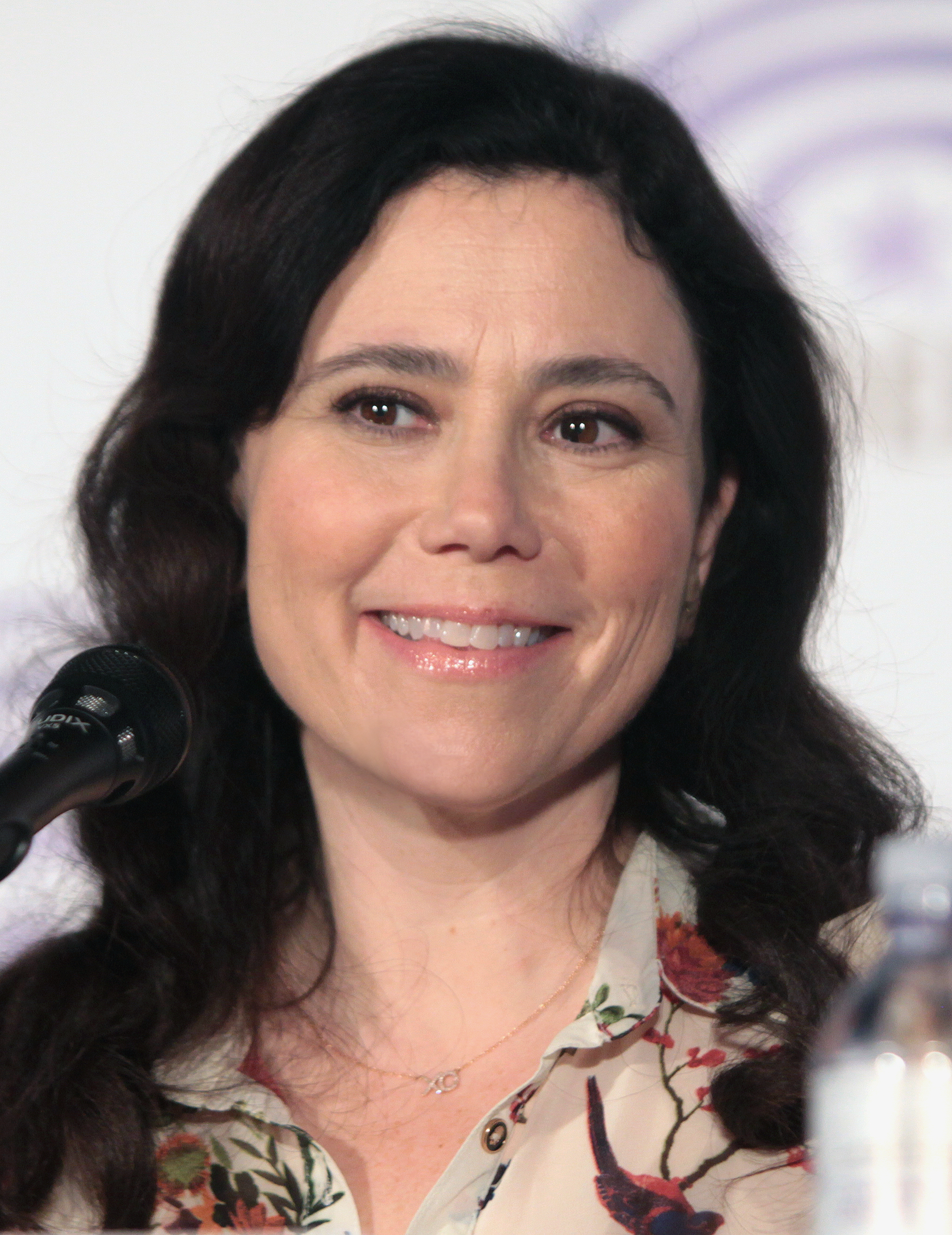
Alex Borstein (* 1971)

- Börstel, Ernst Gottlieb von (1630–1687), kurbrandenburger Kriegsrat, Gouverneur von Magdeburg
- Börstel, Ernst von († 1623), Oberhofmarschall und Präfekt des Collegium Mauritianum in Kassel
- Borstel, Hans von (1888–1962), deutscher Politiker (SPD, USPD, KPD), MdHB
- Borstel, Heinrich von (* 1936), deutscher Politiker (SPD), MdL
- Börstel, Johann Heinrich von (1644–1711), preußischer Generalleutnant, Chef des Infanterie-Regiments Nr. 20, Kommandant der Festung Magdeburg
- Borstel, Johannes Hinrich von (* 1988), deutscher Sachbuch-Autor und Science-Slammer
- Borstel, Nicolaus von (1885–1963), deutscher Politiker (SPD), MdL
- Borstel, Susanne von (* 1981), deutsche Triathletin und Langstreckenläuferin
- Borstell, Fritz (1843–1896), deutscher Buchhändler und Bibliothekar
- Borstell, Hans Friedrich Heinrich von (1730–1804), preußischer Generalleutnant
- Borstell, Hans-Christoph von (1897–1982), deutscher Offizier, zuletzt Oberst der Wehrmacht
- Borstell, Karl Heinrich Emil Alexander von (1778–1856), preußischer General der Kavallerie
- Borstell, Louis Ernst Eduard von (1812–1899), preußischer Generalleutnant
- Borstell, Ludwig Friedrich Hans Christoph von (1759–1846), königlich preußischer Generalmajor und zuletzt Landwehrführer im Korps Hirschfeld
- Borstell, Ludwig von (1773–1844), preußischer General der Kavallerie
- Borstelmann, Heinrich, deutscher Glockengießer
- Borstendörfer, Adolf (1893–1957), österreichischer Schriftsteller
- Børsting, Frederik (* 1995), dänischer Fußballspieler
- Börsting, Heinrich (1900–1969), deutscher katholischer Priester und Bistumsarchivar
- Börsting, Karsten (* 1966), deutscher Handballspieler
- Börstinghaus, Gustav (1854–1929), deutscher Architekt
- Börstinghaus, Ulf (* 1955), deutscher Richter und Autor
- Borstlap, Michiel (* 1966), niederländischer Komponist und Pianist
- Börstler, Ferdinand (1934–2017), deutscher Fußballspieler

### Borsu
- Borsuk, Karol (1905–1982), polnischer Mathematiker
- Borsuk, Karol (* 1949), polnischer Musiker, Komponist und Dirigent
- Børsum, Bente (* 1934), norwegische Schauspielerin
- Borsunowa, Marija Michailowna (* 1995), russische JournalistinMarija Michailowna Borsunowa (* 1995)

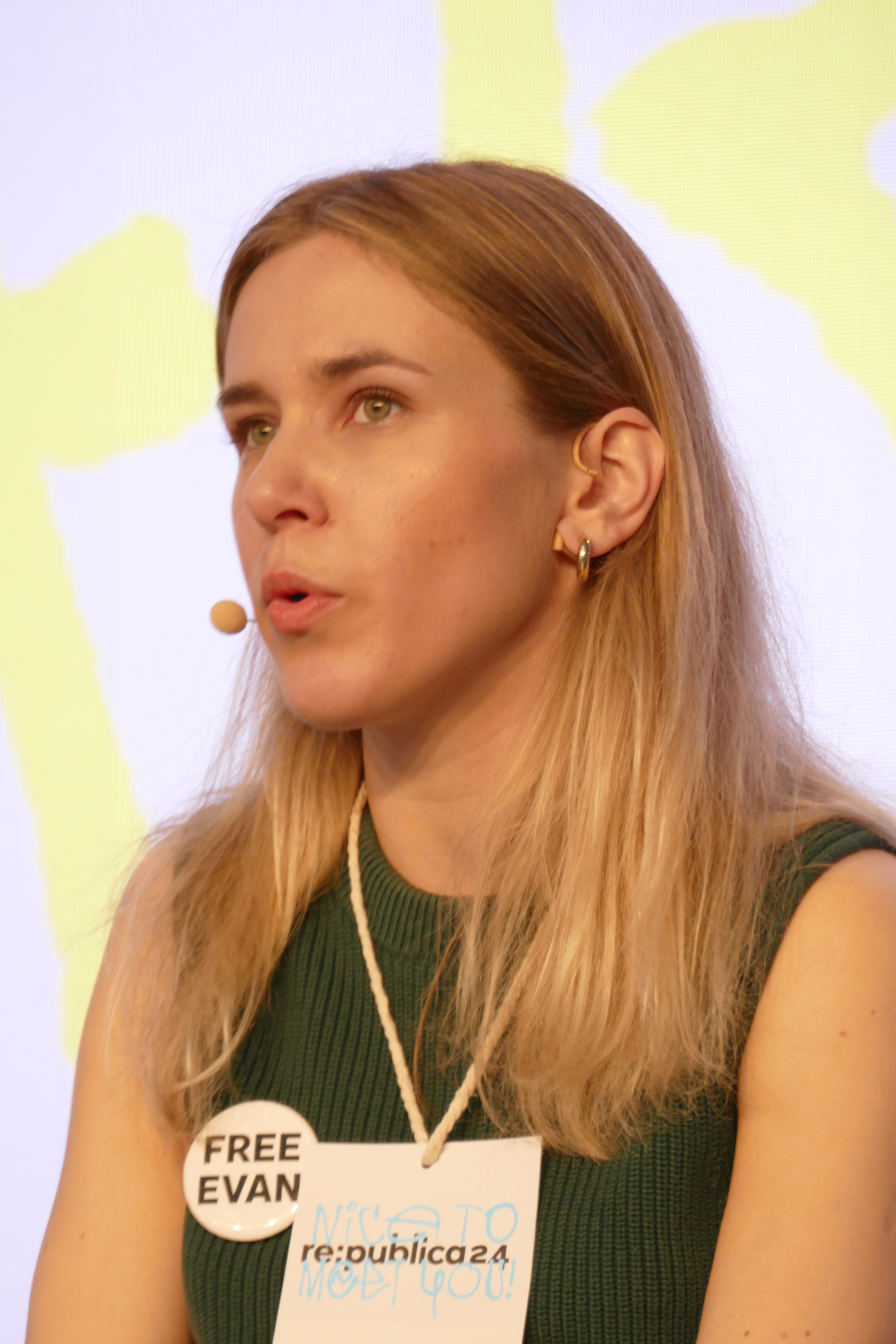
Marija Michailowna Borsunowa (* 1995)

- Borsus, Willy (* 1962), belgischer Politiker der Mouvement Réformateur (MR)